# Panna Maria
Panna Maria (in polacco per la Vergine Maria) è una piccola comunità non incorporata della contea di Karnes, Texas, Stati Uniti. È il più antico insediamento polacco negli Stati Uniti.

## Storia
Un missionario francescano, padre Leopold Moczygemba, iniziò a reclutare coloni dell'Alta Slesia nel 1852, quando la Slesia apparteneva al Regno di Prussia. Gli immigrati iniziarono ad arrivare a Indianola all'inizio di dicembre del 1854. Poiché i carri per gli spostamenti nell'entroterra erano pochi, gli immigrati si stabilirono nelle loro concessioni terriere vicino a San Antonio, e la città fu fondata alla vigilia di Natale nel 1854.
L'identità della città come enclave polacca isolata fu sigillata da quattro fattori: 
1. Oltrepassata dalle ferrovie
2. Simpatia per l'Unione (anche i coloni erano unionisti e venivano occasionalmente massacrati in Texas durante questo periodo)
3. I sacerdoti risurrezionisti polacchi arrivarono dall'Europa
4. Fu istituita una sorellanza di suore polacche per l'educazione

Il dialetto slesiano texano ha continuato a essere parlato per diverse generazioni.
Il Panna Maria Historic District è inserito nel National Register of Historic Places.